# Francisco Bernabé Madero
Francisco Bernabé Madero, ur. 14 października 1815 w Buenos Aires, zm. 3 września 1896 tamże – argentyński polityk, prawnik i przedsiębiorca, wiceprezydent Argentyny w latach 1880-1886, założyciel miasta Maipú.
W młodości uczestniczył w buntach przeciwko rządom Juana Manuela de Rosas. W 1862 został deputowanym do zgromadzenia prowincji Buenos Aires, a w 1872 – jej senatorem i ministrem finansów. W latach 70. XIX wieku kierował Bankiem Hipotecznym prowincji Buenos Aires, Koleją Zachodnią i Argentyńskim Towarzystwem Rolniczym (posiadał ranczo, na którym hodował konie i bydło). W 1878 założył miasto Maipú.
Jako wiceprezydent nie odgrywał ważnej roli politycznej. Po odejściu z funkcji wiceprezydenta był ponownie prezesem Kolei Zachodniej oraz zasiadał w radach nadzorczych Banku Narodowego, Banku Miejskiego Buenos Aires i Narodowego Banku Hipotecznego.
Na jego cześć została nazwana mniejscowość Villa Madero w aglomeracji Buenos Aires, która powstała na gruntach będących własnością jego żony Marty Ramos Mexía y Segurola. Był wujem Eduarda Madero, projektanta portu w Buenos Aires, który nosi obecnie jego imię.
Pochowany na Cementerio de la Recoleta.